# 佳能 EOS-1Ds
佳能EOS-1Ds為2002年佳能製作發行的數位單眼相機。作為該公司的旗艦機種，搭載了全幅感光元件，其像素為1140百萬像素。型號為個位數者代表該公司之專業或是準專業相機。還有其餘兩種型號；EOS-1D（APS-H画幅）與EOS-5D（全画幅）。EOS 1Ds之後繼機種分別為EOS 1Ds Mark II(1720百萬像素), EOS 1Ds Mark III(2190百萬像素)及EOS 1Dx(1810百萬像素)。而EOS 1Dx整合了EOS 1Ds與EOS 1D這兩種型號的相機。